# George Hoyle
George Hoyle (* 20. April 1896 in Rochdale; † 1977) war ein englischer Fußballspieler.

## Karriere
Der Amateurspieler kam im Februar 1922 vom lokalen Klub Sudden Villa, der in der Rochdale Amateur Football League antrat, zum AFC Rochdale. Für Rochdale gab er am 25. Februar 1922 bei einem 2:1-Heimerfolg in der Football League Third Division North gegen den AFC Ashington sein Debüt, wobei er mit einem Treffer zum Erfolg beitrug. Drei Tage später traf er auch bei einer 1:2-Niederlage im Manchester Senior Cup gegen die Bolton Wanderers.
Der Klub war in seiner ersten Saison in der Football League die gesamte Spielzeit über auf der Suche nach einem adäquaten Mittelstürmer und so war Hoyle der siebte von neun Spielern, der auf der Mittelstürmerposition eingesetzt wurde. Letztlich vermochte aber auch Hoyle nicht, die Probleme im Sturmzentrum dauerhaft zu lösen. Nachdem er an den folgenden beiden Spieltagen bei zwei 0:1-Niederlagen gegen den AFC Barrow torlos geblieben war, wobei jeweils auch sein Sudden-Villa-Mannschaftskamerad Harry Foster auf Rechtsaußen mitwirkte, kam er nicht mehr für Rochdale zum Einsatz, die die Saison auf dem letzten Tabellenplatz beendeten, und verschwand alsbald wieder im Amateurfußball.